# Gigi Fernández
Beatriz Cristina Fernández, Gigi Fernández (ur. 22 lutego 1964 w San Juan) – amerykańska tenisistka pochodzenia portorykańskiego, zwyciężczyni 17 turniejów wielkoszlemowych w grze podwójnej, liderka rankingu deblowego, w barwach USA mistrzyni olimpijska i zdobywczyni Pucharu Federacji.

## Kariera
Córka portorykańskiego lekarza, spokrewniona ze znanym aktorem José Ferrerem, treningi tenisowe rozpoczęła w wieku 8 lat. Po występach w amerykańskich rozgrywkach akademickich (w barwach Clemson University w Karolinie Południowej) rozpoczęła w 1983 karierę zawodową. Była pierwszą Portorykanką – sportowcem zawodowym.
Miejsce w historii tenisa zapewniła sobie przede wszystkim jako deblistka. W ciągu czternastu lat kariery wygrała 17 turniejów wielkoszlemowych, z czego 14 w parze z Natallą Zwierawą (białorusko-amerykańską parę na liście najbardziej utytułowanych żeńskich debli w Wielkim Szlemie wyprzedzają jedynie Pam Shriver i Martina Navrátilová). Wspólnie z Białorusinką wygrała trzydzieści osiem turniejów WTA, co jest trzecim wynikiem w historii Ery Open. Łącznie triumfowała w 69 imprezach zawodowych w grze podwójnej. Dziesięć razy występowała w deblowym Masters, wygrywając ten turniej dwukrotnie. W 1991 po raz pierwszy znalazła się na czele rankingu deblistek. Nie udało się jej odnieść wielkoszlemowego zwycięstwa w mikście, chociaż trzy razy – z Cyrilem Sukiem – dochodziła do finałów (Australian Open, Wimbledon, US Open, wszystkie w 1995).
W 1993 i 1994 Fernández i Zwierawa były bliskie uzyskania deblowego Wielkiego Szlema. Wygrały za każdym razem trzy pierwsze imprezy, a porażki ponosiły dopiero w półfinałach US Open z Arantxą Sánchez Vicario i Heleną Sukovą (1993) oraz Kateriną Maleewą i Robin White (1994). Utytułowane zawodniczki wygrały jednak sześć wielkoszlemowych turniejów z rzędu w latach 1992-1993 (od French Open 1992 do Wimbledonu 1993), można zatem mówić o zdobyciu przez nie "niekalendarzowego" Wielkiego Szlema.
Gigi Fernández próbowała także swoich sił w grze pojedynczej. Nie miała na koncie takich osiągnięć, jak jej partnerka Zwierawa (finalistka French Open 1988), ale może pochwalić się m.in. dwoma wygranymi turniejami WTA Tour (Singapur 1986, Albuquerque 1991) oraz jednym półfinałem (Wimbledon 1994, porażka z Martiną Navrátilovą) i dwoma ćwierćfinałami (US Open 1991, 1994) wielkoszlemowymi. Wielokrotnie dochodziła do 1/8 finału w Wielkim Szlemie. W 1991 zajmowała 22. miejsce w rankingu światowym.
Ma bogatą kartę reprezentacyjną. W parze z Mary Joe Fernández (zbieżność nazwisk przypadkowa) zdobyła tytuł mistrzyni olimpijskiej w deblu na igrzyskach w Barcelonie (1992) i Atlancie (1996). W latach 1988–1997 występowała w amerykańskiej reprezentacji w Pucharze Federacji, sięgając po to trofeum w 1990 i 1996. Bilans jej pojedynków pucharowych to 23 zwycięstwa i 3 porażki, niemal wyłącznie w deblu (w singlu rozegrała jedynie dwa mecze, przegrała z Niemką Anke Huber, a pokonała Francuzkę Mary Pierce). W 1987 i 1988 Fernández była powołana także do ekipy amerykańskiej w Pucharze Wightman (dwa zwycięstwa nad Brytyjkami).
W listopadzie 1997 praworęczna Fernández zakończyła karierę sportową. Jej zarobki na kortach przekroczyły cztery i pół miliona dolarów amerykańskich. Pozostała związana z tenisem jako trenerka, prowadząc m.in. Rennae Stubbs, reprezentację Portoryko w Pucharze Federacji oraz drużynę tenisową University of South Florida. Zajmuje się także działalnością charytatywną. W 1999 została uznana za portorykańską sportsmenkę stulecia.
W 2010 roku, wraz z jedną ze swoich partnerek deblowych – Natallą Zwierawą, została przyjęta do Międzynarodowej Tenisowej Galerii Sławy.

## Życie osobiste
Jest wyoutowaną lesbijką od 1995 roku, kiedy jedna z gazet opublikowała informację o jej relacji z hiszpańską tenisistką – Conchitą Martínez.

## Historia występów wielkoszlemowych
Legenda
     W, wygrany turniej
     F, przegrana w finale
     SF, przegrana w półfinale
     QF, przegrana w ćwierćfinale
     xR, przegrana w x rundzie
     A, brak startu
     NH, turniej się nie odbył

### Występy w grze pojedynczej
| Australian Open        | 2R  | 2R | 2R | NH | 2R | A  | A  | 4R | 1R | 1R | 4R | 3R | 1R | 1R  | 2R  | 0 / 12 | 13 – 12 |  |  |  |  |  |  |  |  |  |
| French Open            | A   | A  | A  | 2R | 2R | A  | 1R | A  | 2R | A  | 1R | 1R | A  | 1R  | A   | 0 / 7  | 3 – 7   |  |  |  |  |  |  |  |  |  |
| Wimbledon              | A   | 2R | A  | 1R | 4R | 2R | 1R | 2R | 3R | 4R | 2R | SF | 1R | 3R  | 3R  | 0 / 13 | 21 – 13 |  |  |  |  |  |  |  |  |  |
| US Open                | 1R  | 2R | 1R | 1R | 1R | 1R | 2R | 1R | QF | 4R | 3R | QF | 3R | 1R  | 1R  | 0 / 15 | 17 – 15 |  |  |  |  |  |  |  |  |  |
|                        |     |    |    |    |    |    |    |    |    |    |    |    |    |     |     |        |         |  |  |  |  |  |  |  |  |  |
| Ranking na koniec roku | 154 | 27 | 64 | 57 | 39 | 54 | 23 | 35 | 22 | 32 | 50 | 32 | 65 | 112 | 184 | 0 / 47 | 54 – 47 |  |  |  |  |  |  |  |  |  |

### Występy w grze podwójnej
| Australian Open        | 1R | 1R | 2R | NH | 2R | A  | A  | SF | F  | QF | W  | W  | F | QF | SF | 2 / 12  | 38 – 10  |  |  |  |  |  |  |  |  |  |
| French Open            | A  | A  | A  | A  | QF | A  | 2R | A  | W  | W  | W  | W  | W | F  | W  | 6 / 9   | 45 – 3   |  |  |  |  |  |  |  |  |  |
| Wimbledon              | A  | 3R | A  | 3R | 3R | QF | QF | QF | F  | W  | W  | W  | F | SF | W  | 4 / 13  | 53 – 9   |  |  |  |  |  |  |  |  |  |
| US Open                | A  | 2R | QF | QF | 3R | W  | QF | W  | 3R | W  | SF | SF | W | W  | F  | 5 / 14  | 57 – 9   |  |  |  |  |  |  |  |  |  |
|                        |    |    |    |    |    |    |    |    |    |    |    |    |   |    |    |         |          |  |  |  |  |  |  |  |  |  |
| Ranking na koniec roku |    | 66 | 10 | 17 | 20 | 6  | 8  | 3  | 4  | 6  | 1  | 2  | 3 | 4  | 4  | 17 / 48 | 193 – 31 |  |  |  |  |  |  |  |  |  |

### Występy w grze mieszanej
| Australian Open | Turniej nie był rozgrywany | Turniej nie był rozgrywany | Turniej nie był rozgrywany | Turniej nie był rozgrywany | 1R | A  | A  | QF | A  | A  | 2R | QF | F  | 2R | 2R | 0 / 7  |  |  |  |  |  |  |  |  |  |  |
| French Open     | A                          | A                          | A                          | 1R                         | A  | A  | QF | A  | A  | 2R | QF | QF | SF | 3R | A  | 0 / 7  |  |  |  |  |  |  |  |  |  |  |
| Wimbledon       | A                          | A                          | A                          | 1R                         | A  | A  | 3R | 3R | 1R | 3R | A  | 2R | F  | A  | A  | 0 / 7  |  |  |  |  |  |  |  |  |  |  |
| US Open         | A                          | 2R                         | A                          | A                          | A  | 2R | 1R | A  | A  | 1R | 1R | SF | F  | A  | QF | 0 / 8  |  |  |  |  |  |  |  |  |  |  |
|                 |                            |                            |                            |                            |    |    |    |    |    |    |    |    |    |    |    |        |  |  |  |  |  |  |  |  |  |  |
|                 |                            |                            |                            |                            |    |    |    |    |    |    |    |    |    |    |    | 0 / 29 |  |  |  |  |  |  |  |  |  |  |

## Finały turniejów WTA
| Legenda                   | Legenda |
| ------------------------- | ------- |
| Wielki Szlem              |         |
| Igrzyska olimpijskie      |         |
| WTA Tour Championships    |         |
| WTA Doubles Championships |         |
| 1971 – 1987               |         |
| Virginia Slims Circuit    |         |
| Grand Prix Series         |         |
| Colgate Series            |         |
| 1988 – 2008               |         |
| Kategoria I               |         |
| Kategoria II              |         |
| Kategoria III             |         |
| Kategoria IV              |         |
| Kategoria V               |         |

### Gra pojedyncza 5 (2-3)
| Końcowy wynik | Nr | Data                 | Turniej     | Nawierzchnia | Przeciwniczka       | Wynik finału  |
| ------------- | -- | -------------------- | ----------- | ------------ | ------------------- | ------------- |
| Finalistka    | 1. | 5 sierpnia 1984      | Newport     | Trawiasta    | Martina Navrátilová | 3:6, 6:7(3)   |
| Zwyciężczyni  | 1. | 26 października 1986 | Singapur    | Twarda       | Mercedes Paz        | 6:4, 2:6, 6:4 |
| Finalistka    | 2. | 29 października 1989 | San Juan    | Twarda       | Laura Gildemeister  | 1:6, 2:6      |
| Zwyciężczyni  | 2. | 11 sierpnia 1991     | Albuquerque | Twarda       | Julie Halard        | 6:0, 6:2      |
| Finalistka    | 3. | 1 listopada 1992     | San Juan    | Twarda       | Mary Pierce         | 1:6, 5:7      |

## Turnieje rangi ITF
| turnieje z pulą nagród 100 000 $ |
| turnieje z pulą nagród 75 000 $  |
| turnieje z pulą nagród 50 000 $  |
| turnieje z pulą nagród 25 000 $  |
| turnieje z pulą nagród 15 000 $  |
| turnieje z pulą nagród 10 000 $  |

### Gra pojedyncza 2 (1-1)
| Rezultat     | Data       | Turniej    | ($)    | Naw.   | Przeciwniczka     | Wynik         |
| Finalistka   | 03/07/1983 | Erie       | 10 000 | Twarda | Kathleen Cummings | 0:6, 6:7      |
| Zwyciężczyni | 10/07/1983 | Greensboro | 10 000 | Twarda | Elizabeth Jones   | 2:6, 6:1, 6:3 |

### Gra podwójna 2 (1-1)
| Rezultat     | Data       | Turniej    | ($)    | Naw.   | Partnerka   | Przeciwniczki            | Wynik         |
| Zwyciężczyni | 12/01/1983 | Lakewood   | 10 000 | Twarda | Lori McNeil | Cathy Maso Ros Riach     | 6:1, 6:2      |
| Finalistka   | 19/01/1983 | Flemington | 10 000 | Twarda | Jane Forman | Jaime Kaplan Lee McGuire | 3:6, 6:3, 4:6 |

## Występy w igrzyskach olimpijskich

### Gra podwójna
| Runda                                                                                  | Partnerka              | Przeciwniczki                                             | Wynik            |
| -------------------------------------------------------------------------------------- | ---------------------- | --------------------------------------------------------- | ---------------- |
|                                                                                        |                        |                                                           |                  |
| Letnie Igrzyska Olimpijskie w Barcelonie 1992, reprezentując państwo Stany Zjednoczone |                        |                                                           |                  |
| I runda                                                                                | Mary Joe Fernández [2] | Holandia: Nicole Muns-Jagerman, Brenda Schultz            | 6:0, 6:0         |
| II runda                                                                               | Mary Joe Fernández [2] | Niemcy: Steffi Graf, Anke Huber                           | 7:6(3), 6:4      |
| Ćwierćfinał                                                                            | Mary Joe Fernández [2] | Południowa Afryka: Mariaan de Swardt, Elna Reinach [6]    | 7:5, 6:7(6), 6:8 |
| Półfinał                                                                               | Mary Joe Fernández [2] | WNP: Leila Meschi, Natalla Zwierawa [4]                   | 6:4, 7:5         |
| O złoty medal                                                                          | Mary Joe Fernández [2] | Hiszpania: Conchita Martínez, Arantxa Sánchez Vicario [1] | 7:5, 2:6, 6:2    |
|                                                                                        |                        |                                                           |                  |
| Letnie Igrzyska Olimpijskie w Atlancie 1996, reprezentując państwo Stany Zjednoczone   |                        |                                                           |                  |
| I runda                                                                                | Mary Joe Fernández [1] | wolny los                                                 | 6:0, 6:0         |
| II runda                                                                               | Mary Joe Fernández [1] | Francja: Mary Pierce, Nathalie Tauziat                    | 6:4, 6:3         |
| Ćwierćfinał                                                                            | Mary Joe Fernández [1] | Wielka Brytania: Valda Lake, Clare Wood                   | 6:2, 6:1         |
| Półfinał                                                                               | Mary Joe Fernández [1] | Holandia: Manon Bollegraf, Brenda Schultz-McCarthy [3]    | 7:5, 7:6(3)      |
| O złoty medal                                                                          | Mary Joe Fernández [1] | Czechy: Jana Novotná, Helena Suková [2]                   | 7:6(6), 6:4      |